# فدریکا پانیکوچی
فدریکا پانیکوچی (ایتالیایی: Federica Panicucci؛ زادهٔ ۲۷ اکتبر ۱۹۶۷) مجری و گویندهٔ رادیو، بازیگر و مجری تلویزیون مشهور اهل ایتالیا است.
وی با شبکه‌های تلویزیونی «رای ۲»، «ایتالیا ۱»، «کانال ۵» و شبکهٔ رایویی «R101» همکاری داشته است.